# 服部優

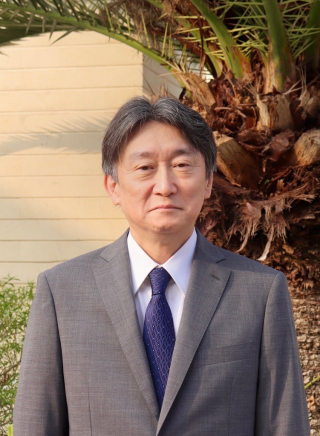
外務省より公表された公式肖像画像

服部 優（はっとり まさる、1961年〈昭和36年〉4月12日 - ）は、新潟県出身の日本の外交官。
外務省研修所総括指導官などを経て、2023年11月から在カラチ総領事を務める。

## 略歴
- 1984年　外務省専門職員採用試験合格
- 1985年3月　早稲田大学法学部卒業
- 1985年4月　外務省入省
- 1998年4月　経済局国際エネルギー課
- 2000年4月　経済局国際エネルギー課 課長補佐
- 2001年6月　在パキスタン日本国大使館 一等書記官
- 2004年4月　在シカゴ日本国総領事館 領事
- 2006年8月　領事局旅券課 課長補佐
- 2009年7月　領事局旅券課 首席事務官
- 2010年5月　在ロシア日本国大使館 一等書記官
- 2013年6月　在アメリカ合衆国日本国大使館 一等書記官
- 2020年11月　大臣官房総務課公文書監理室 課長補佐
- 2022年9月　外務省研修所総括指導官
- 2023年11月　在カラチ日本国総領事館 総領事